# Nanna minuta
Nanna minuta är en tvåvingeart som först beskrevs av Becker 1894.  Nanna minuta ingår i släktet Nanna och familjen kolvflugor. Arten är reproducerande i Sverige. Inga underarter finns listade i Catalogue of Life.